# Felhőfi-Kiss László
Felhőfi-Kiss László névvariáns: Felhőfi Kiss László; Kiss László (Budapest, 1960. –) Aase-díjas magyar színész.

## Életpályája
1983-1986-ig a Nemzeti Színház színészképző stúdiójának hallgatója volt, majd 1986-1989-ig a Népszínház tagja. 1989-1990 között a Hold Színház, 1990-1992 között a Miskolci Nemzeti Színház, 1993-1997 között a nyíregyházi Móricz Zsigmond Színház színésze volt. 1989-ben alapító tagja volt az Utolsó Vonal Színházi Érdektömörülésnek és 1991-től elnöke az Utolsó Vonal Művészeti Alapítvány kuratóriumának. 1990-1997-ig a Komedi Franc Ez nevű színtársulatnak volt alapító tagja. 1999-2003 Szent István Egyetem Jászberényi Főiskolai Kar Művelődésszervező szakon szerzett diplomát. Itt részt vett a „Nonprofit szervezetek menedzsmentje” szakirányú képzésben is. 2009-2011 Pannon Egyetem Színháztudomány Mesterképzési szakon okleveles színháztudomány szakos bölcsész diplomát szerzett.
2014 óta a Pesti Magyar Színiakadémia egyik osztályvezető tanára.

## Színházi szerepeiből
- William Shakespeare: Othello – A Dózse
- Carlo Goldoni: A legyező –  Coronato
- Anton Pavlovics Csehov: Három nővér – Kuligin
- Alain René Lesage: Crispin, mint vetélytárs –  Lisette, Angelique társalkodónője
- Friedrich Dürrenmatt: Ötödik Frank – Böckmann
- Alfred Jarry: Übü király – Vencel király; Cár
- Daniel Keyes – Szalay Kriszta: Az ötödik Sally – Todd
- Szigligeti Ede – Mohácsi testvérek: Liliomfi – Öreg Schwartz
- Szép Ernő: Patika – Tanító
- Mohácsi István: A vészmadár – avagy hamar munka ritkán jó – Hortobágyi Péter, képviselő
- Tasnádi István: Paravarieté – szereplő
- Száger Zsuzsa: Fürdőszoba – Félix

## Rendezéseiből
- Vörösmarty Mihály: Csongor és Tünde  – (Békés Megyei Jókai Színház, Békéscsaba)
- Tennessee Williams : Üvegfigurák – (Merlin Kamaraterem, Budapest)
- John Arden: Gyöngyélet (Olyan majdnem, mintha olyan lenne) – (Békés Megyei Jókai Színház, Stúdiószínház, Békéscsaba)
- Michael Ende: A pokoli puncs-pancs – (Pinceszínház, Budapest)
- Erdős Virág: Mara halála  – (Kolibri Pince, Budapest)
- Gyárfás Miklós: Tanulmány a nőkről – (Budaörsi Játékszín, Budaörs)
- Pákos Péter: A Mumus – (Budaörsi Játékszín, Budaörs)

## Bemutatott színpadi műveiből
- Felhőfi-Kiss László: Ellopott holdfény – (Csiky Gergely Színház, Kaposvár)
- Felhőfi-Kiss László: Farkasláb – (Szkéné Színház, Budapest)
- Felhőfi-Kiss László: III/II-es Richárd, avagy hús és hentesáru – (Jurányi Közösségi Produkciós Inkubátorház, Budapest)

## Filmes és televíziós szerepei
- Familia Kft. (1992) – Férfi
- Itt a vége, pedig milyen unalmas napnak indult (1995) – Monmouth
- Kisváros (1999)
- Egy rém rendes család Budapesten (2006) – Lajos
- Hetedik alabárdos (2017) – Ügyelő
- Drága örökösök (2019) – Seregély Bálint

## Díjai, elismerései
- Aase-díj (2023)[4]